# Laetifomes flammans
Laetifomes là một chi nấm thuộc họ Polyporaceae. Là một chi đơn loài, nó chứa loài duy nhất Laetifomes flammans.